# Iryo
Az iryo az első spanyol nagysebességű magánvasút-üzemeltető. Az ILSA egy konzorcium, amelyet az Operador Ferroviario de Levante S.L. (55%), az Air Nostrum légitársaság partnerei és a Trenitalia (45%) európai vezető vasúti közlekedési vállalat alkotott, és amely 2020-ban csatlakozott a fővároshoz. Az iryo elnöke Carlos Bertomeu, a vállalat vezérigazgatója Simone Gorini, ügyvezető igazgatója pedig Víctor Bañares.
A vállalat  egymilliárd eurót fektetett be a Hitachi Rail és a Bombardier Transportation szövetségétől 20 új motorvonat beszerzésébe az ETR 1000 sorozatú, a nagy- és nagyon nagysebességű vonatok legújabb technológiájával. A meghajtást (motorokat) a Bombardier gyártja, a Trapagában (Vizcaya) található gyárában, az egész vonatot pedig az olaszországi Pistoia-ban szerelik össze.
Célja, hogy vezető szerepet töltsön be Spanyolország fő nagysebességű útvonalain, különösen a Madrid-Barcelona nagysebességű vasútvonalon, amely napi 32 járattal fog közlekedni. Az ILSA kezdetben Madridot, Barcelonát, Valenciát, Alicantét, Sevillát, Malagát, Zaragozát és Cuencát köti össze egymással, majd fokozatosan kiterjeszti a többi spanyolországi városra és nagysebességű útvonalra, a jövőben pedig más európai országokra is. A vállalat 2022 második felében kezdte meg működését.

## Története
Az iryót 2015 áprilisában alapították az Air Nostrum partnerei és Victor Bañares azzal a céllal, hogy Spanyolország első magán személyszállító vonatüzemeltetője legyen, és a nagysebességű szolgáltatások terén felvegye a versenyt a Renfével.
2018-ban az iryo engedélyt kapott a Nemzeti Piac- és Versenypolitikai Bizottságtól a Madrid, Barcelona és Montpellier közötti nyílt hozzáférésű járatok indítására, bizonyítva ezzel, hogy Spanyolországban az európai vasúti közlekedés liberalizációs folyamatának élére kíván állni az Unió egész területén valamennyi kereskedelmi személyszállítási szolgáltatást liberalizáló IV. csomag végrehajtása során.
Az iryo 2019 novemberében részt vett az ágazat liberalizációját megelőző, a vasúti infrastruktúra-kezelő (ADIF) által kezdeményezett, a Trenitalia mint a vállalat ipari partnerének részvételét bejelentő, a kapacitás odaítélésére vonatkozó prioritási eljárásban. Ebben a folyamatban az iryo elnyerte a B csomagra vonatkozó kapacitás-keretszerződést, amely irányonként egy-egy órás szolgáltatást biztosít a Madrid - Barcelona, Madrid - Levante és Madrid - Andalúzia folyosókon. A járatok közel egyharmadának odaítélésével az ILSA a három legnagyobb magánüzemeltető közé tartozik Európában, Spanyolországban pedig az egyetlen magánüzemeltető.
2020-ban megvalósult a Hitachi Rail - Bombardier Transportation konzorciumtól 800 millió euróért 20 nagysebességű vonat megvásárlása az ETR 1000 sorozatból. 2021 folyamán bemutatták azt a kereskedelmi márkát, amely alatt az iryo fogja üzemeltetni a szolgáltatást, és 2022-ben megkezdődött az üzemeltetés.

## Állomások
| Név                                  | Közigazgatási egység                    | Vasútvonal | Szolgáltatások | Kép |
| ------------------------------------ | --------------------------------------- | --- | --- | --- |
| Camp de Tarragona                    | La Secuita                              | Madrid–Barcelona nagysebességű vasútvonal | Alta Velocidad Española Alvia Trenhotel Avant InterCity Elipsos Iryo |     |
| Estación de Albacete-Los Llanos      | Albacete                                | Madrid–Levante nagysebességű vasútvonal Madrid-Valencia-vasútvonal | Alvia Alta Velocidad Española Alaris InterCity Iryo Avant Ouigo España |     |
| Estación de Alicante-Terminal        | Alicante                                | Madrid–Levante nagysebességű vasútvonal Valencia–Alicante-vasútvonal Murcia–Alicante-vasútvonal | Alvia Alta Velocidad Española Alaris Euromed InterCity Ouigo España Iryo Línea C-1 (Cercanías Murcia/Alicante) Línea C-3 (Cercanías Murcia/Alicante) |     |
| Estación de Antequera-Santa Ana      | Antequera                               | Córdoba–Málaga nagysebességű vasútvonal Antequera–Granada nagysebességű vasútvonal | Alta Velocidad Española Avant InterCity Iryo |     |
| Estación de Barcelona Sants          | Barcelona Sants                         | Madrid–Barcelona nagysebességű vasútvonal Barcelona–Girona–Portbou-vasútvonal Barcelona–Latour-de-Carol - Enveitg-vasútvonal Barcelona–Mataró–Maçanet-Massanes-vasútvonal Sant Vicenç de Calders–Barcelona-vasútvonal Madrid-Barcelona-vasútvonal LGV Perpignan-Barcelona | Alvia Alta Velocidad Española Trenhotel Alaris Avant Euromed TGV InterCity Elipsos Estrella Ouigo España Rodalies Barcelona 1-es vonal Rodalies de Barcelona 2-es vonal Rodalies Barcelona 3-as vonal Rodalies Barcelona 4-es vonal Línea R11 Línea R12 Línea R13 Línea R14 Línea R15 Línea R16 Línea 34 Línea 1 líne R2 sud ligne R2 Nord Iryo |     |
| Estación de Cuenca-Fernando Zóbel    | Cuenca                                  | Madrid–Levante nagysebességű vasútvonal | Alvia Alta Velocidad Española Avant InterCity Avlo Iryo |     |
| Estación de Córdoba Central          | Córdoba                                 | Madrid–Sevilla nagysebességű vasútvonal Córdoba–Málaga nagysebességű vasútvonal Alcázar de San Juan–Cádiz-vasútvonal | Alvia Alta Velocidad Española Avant Altaria Estrella AVE Lanzadera Iryo |     |
| Estación de Málaga-María Zambrano    | Málaga Cruz de Humilladero (District 6) | Córdoba–Málaga nagysebességű vasútvonal Málaga–Fuengirola-vasútvonal | Alta Velocidad Española Alvia Avant Ouigo España Línea C-1 (Cercanías Málaga) Línea C-2 (Cercanías Málaga) Línea 67 Línea 70 Iryo |     |
| Estación de Puerta de Atocha         | Madrid                                  | Madrid–Sevilla nagysebességű vasútvonal Madrid–Barcelona nagysebességű vasútvonal Madrid–Toledo nagysebességű vasútvonal Madrid–Valladolid nagysebességű vasútvonal Madrid–Levante nagysebességű vasútvonal                                                               | Alta Velocidad Española Alvia Altaria Avant InterCity Euromed Iryo |     |
| Estación de Sevilla-Santa Justa      | Sevilla                                 | Madrid–Sevilla nagysebességű vasútvonal Sevilla-Cádiz nagysebességű vasútvonal Alcázar de San Juan–Cádiz-vasútvonal | Alta Velocidad Española Alaris Avant AVE Lanzadera Ouigo España Línea C-1 (Cercanías Sevilla) Línea C-2 (Cercanías Sevilla) Línea C-3 (Cercanías Sevilla) Línea C-4 (Cercanías Sevilla) Línea C-5 (Cercanías Sevilla) Iryo |     |
| Estación de Valencia-Joaquín Sorolla | Valencia                                | Madrid–Levante nagysebességű vasútvonal Valencia–Alicante-vasútvonal | Alvia Alta Velocidad Española Avant Euromed InterCity Ouigo España Avlo Iryo |     |
| Estación de Zaragoza-Delicias        | Zaragoza                                | C-1 line Madrid–Barcelona nagysebességű vasútvonal Zaragoza–Huesca nagysebességű vasútvonal | Alvia Alta Velocidad Española Trenhotel InterCity Elipsos Estrella Avlo Iryo |     |
| Madrid Chamartín                     | Chamartín                               | Madrid–Valladolid nagysebességű vasútvonal Madrid-Valencia-vasútvonal Madrid-Hendaya-vasútvonal Madrid−Burgos-vasútvonal | Alta Velocidad Española Alvia Trenhotel Avant InterCity Estrella Trenhotel Lusitania Ouigo España Iryo |     |